# Міжнародна суспільно-патріотична фундація «Дні України»
Міжнародна суспільно-патріотична фундація «Дні України» — некомерційна фундація, що, за узгодженням з державними інституціями та посольствами України в Європі, організовує міжнародні благодійні, мистецькі та культурні проекти.

## Структура фундації
Фундацію очолює президент, в ній також діє вища рада.
Президент фундації — Максим Тимошенко. Віце-президент — Сурен Балаян.

### Раді фундації
- Голова ради — Володимир Гришко
- Руслана Лижичко
- Микола Терещенко
- Марія Миколайчук
- Роман Балаян
- Олесь Санін
- Сергій Якутович
- Анатолій Гайдамака
- Юрій Рибчинський
- Андрій Курков
- Анатолій Хостікоєв
- Євген Станкович